# Kõrkvere (Pöide)
Kõrkvere – wieś w Estonii, w prowincji Sarema, w gminie Pöide.